# Kenmore (Washington)
Kenmore es una ciudad ubicada en el condado de King en el estado estadounidense de Washington. En el año 2000 tenía una población de 20 782 habitantes.

## Geografía
Kenmore se encuentra ubicada en las coordenadas 47°45′10″N 122°14′50″O / 47.75278, -122.24722. Tiene un río, el río Sammamish, que  divide la ciudad en una mitad norte y una mitad sur.

## Demografía
Según la Oficina del Censo en 2000 los ingresos medios por hogar en la localidad eran de $61 756, y los ingresos medios por familia eran $72 139. Los hombres tenían unos ingresos medios de $50 160 frente a los $35 570 para las mujeres. La renta per cápita para la localidad era de $31 692. Alrededor del 5,7 % de la población estaban por debajo del umbral de pobreza.